# Jižní polární kruh

Mapa světa s červeně vyznačeným jižním polárním kruhem

Mapa Antarktidy s modře označeným jižním polárním kruhem

Jižní polární kruh je zeměpisná rovnoběžka, jejíž poloha je určena sklonem zemské osy. Úhlová vzdálenost polárního kruhu od pólu je rovna sklonu zemské osy. Protože sklon zemské osy se mění v rozsahu 21,8° až 24,4° (podle jiných zdrojů 22,1° až 24,5° nebo 21,5° až 24,5°), mění se i poloha polárního kruhu. Na konci roku 2022 byl jižní polární kruh na 66°33′49″ jižní šířky.
Jižní polární kruh je nejsevernější rovnoběžka, na níž nastává při slunovratech polární den respektive polární noc. Díky atmosférické refrakci a rovněž z důvodu, že Slunce se jeví jako disk a nikoli jako bod, je však oblast, kde za zimního slunovratu (na jižní polokouli v červnu) nastává polární noc (nad horizontem se neobjeví ani horní okraj slunečního kotouče) posunuta až o 60 km blíže k pólu. Naopak oblast, kde za letního slunovratu (na jižní polokouli v prosinci) nastává polární den je posunuta až o 60 km dále od pólu.
Převážná část jižního polárního kruhu leží v oceánu, menší část pak protíná pevninu Antarktidy.